# Saint-Hippolyte-le-Graveyron
Saint-Hippolyte-le-Graveyron là một xã trong tỉnh Vaucluse thuộc vùng Provence-Alpes-Côte d’Azur ở đông nam nước Pháp. Xã này nằm ở khu vực có độ cao trung bình 170 mét trên mực nước biển.